# 卡爾亞歷山大島
卡爾亞歷山大島是俄羅斯的島嶼，屬於法蘭士約瑟夫地群島的一部分，由阿爾漢格爾斯克州負責管轄，該島長29公里、寬18公里，面積329平方公里，最高點海拔高度365米。